# Marduk Buscher
Marduk Buscher (* 7. März 1959 in Wuppertal-Elberfeld) ist ein deutscher Medienwissenschaftler und Unternehmer.

## Werdegang
Marduk Buscher absolvierte sein Abitur 1978 mit Auszeichnung. Danach studierte er in Wuppertal Germanistik, Geschichte und Kunstgeschichte und legte sein Magisterexamen an der Rheinischen Friedrich-Wilhelm-Universität zu Bonn mit einer Arbeit über „Realismus im künstlerischen Prozess“ ab.
Nach Beendigung seines Studiums arbeitete Buscher zunächst als freier Mitarbeiter für den Südwestfunk in Baden-Baden. Neben verschiedenen Projekten zum 40. Gründungsjubiläum des Senders absolvierte er die Postgraduierten-Ausbildung zum Wissenschaftlichen Dokumentar am Lehrinstitut für Dokumentation in Frankfurt am Main. Ab 1988 übernahm er mit seiner Einzelfirma „Buscher Dokumentationsdienst“ Outsourcing-Projekte des Südwestfunks in den Bereichen Information und Dokumentation, Presse- und Öffentlichkeitsarbeit sowie Medienforschung.
Anfang der 90er Jahre gründete Marduk Buscher die Firmen Media Tec GmbH, Media Trend GmbH und Media Consult Buscher GmbH. Die Firmengruppe betrieb zuletzt u. a. Merchandising, Werbeartikelgroßhandel, Medienforschung, IT-Support, Werbegrafik, Datenbank- und Archivdienstleistungen. 2003 erfolgte der Einzug der Firmengruppe in das von Buscher mitgegründete Media- + IT-Center in Baden-Baden. Sie beschäftigte 2012 etwa 100 festangestellte und etwa zehn freie Mitarbeiter. Zum Kundenstamm gehörten alle ARD-Anstalten, Kommunen, Verbände, Vereine sowie kleine und mittlere Industrieunternehmen.
Vom Bundesverband Mittelständische Wirtschaft wurde Buscher 2007 in den Bundeswirtschaftssenat berufen. Nach seiner Promotion zum Dr. phil. erhielt er einen Lehrauftrag an der Technischen Universität Berlin zum Thema „Schreibschule Online-Journalismus: der 124. Geburtstag Lion Feuchtwangers“. Dazu wurde er zum ersten „Senator h.c.“ des Wirtschaftssenates der Bellheim-Gesellschaft beordert.
Aus gesundheitlichen Gründen zog er sich seit 2015 aus den meisten Geschäftsbereichen zurück.
2013 stiftete Marduk Buscher erstmals den „Buscher-Media-Zukunftspreis“ zur Förderung zukunftsweisender Projekte.
2016 bis 2024 war Buscher deutscher Co-Präsident des Deutsch-Französischen Wirtschaftsclubs am Oberrhein / CAFA RSO. Seit Oktober 2024 ist er dessen Ehrenpräsident / Président d'Honeur.

## Publikationen
- Realismus im künstlerischen Prozeß. Über Weite und Vielfalt einer Begrifflichkeit (Magisterarbeit), Bonn/Baden-Baden 1984/2006, ISBN 978-3-931387-21-1
- Die normative Kraft des Theoretischen oder Über den konstitutionellen Zirkelschluß der Fachinformation im Rahmen des computergestützten Information-Retrieval, in: Hanns Martin Schleyer-Stiftung (Hg.), Wohin geht Sprache? Wirklichkeit – Kommunikation – Kompetenz. Forschungsergebnisse im Überblick, Köln 1988
- Erkenntnistheoretische Implikationen der Dokumentationstheorie (1987), in: INFO 7. Informationen aus der Fachgruppe Presse-, Rundfunk- und Filmarchivare, 4. Jg., H. 1, Baden-Baden 1989
- Der Intendant als Sendeleiter. Zur Rundfunktheorie Friedrich Bischoffs vor 1933, in: Studienkreis Rundfunk und Geschichte (Hg.), Mitteilungen, 16. Jg., Nr. 2/3, Baden-Baden 1990
- Die Entwicklung der AGF-Sendungscodierung aus dokumentarischer Sicht, in: Walter Klingler, Gunnar Roters & Oliver Zöllner (Hg.), Fernsehforschung in Deutschland. Themen – Akteure – Methoden, Baden-Baden 1998, ISBN 978-3-7890-4920-0
- Die Geschichte der AGF-Sendungscodierung von ihren Anfängen (1990) bis zur ersten Reformierung (1995). Textanalytische Untersuchung zur Kommunikationsgeschichte auf der Basis überlieferter Bürokommunikation, Baden-Baden 2008, ISBN 978-3-931387-25-9
- Intentionen eines Intendanten. Friedrich Bischoff und seine Programmarbeit im Südwestfunk. Baden-Baden, 2018, ISBN 978-3-8487-5425-0.
- Herausgeber: Warum wir in Europa grenzüberschreitende regionale Presseagenturen brauchen, Media Tec, Baden-Baden 2010
- Herausgeber: Das Internationale Lion Feuchtwanger-Jahr. Ein kritischer Rückblick – zu Friedrich Knillis 80. Geburtstag, Media Tec, Baden-Baden 2010, ISBN 978-3-931387-26-6
- Der Hörfunk des Südwestfunks, in: Heyen, Franz-Josef / Kahlenberg, Friedrich P. (Hg.), Südwestfunk. Vier Jahrzehnte Rundfunk im Südwesten, Düsseldorf 1986, ISBN 978-3-7700-0706-6